# Triticum sphaerococcum
Triticum sphaerococcum är en gräsart som beskrevs av John Percival. Triticum sphaerococcum ingår i släktet veten, och familjen gräs. Inga underarter finns listade i Catalogue of Life.